# راتشا
راتشا (بالإنجليزية: Racha)‏ (وإسمها باللغة الجورجية რაჭა) وهي منطقة مرتفعة تقع في غرب جورجيا، تقع بين نهر ريوني وجبال القوقاز، تقع في داخل هذه المنطقة بلدة أمبرولوري، من الشمال تحد منطقة أوسيتيا الشمالية-ألانيا في روسيا ومن الشرق تحد أوسيتيا الجنوبية ومن الغرب تحدها منطقة سفانيتي وليخومي.